# Myelocyt
Myelocyt je buňka v kostní dřeni, která vzniká z promyelocytu, dále se nedělí a vyvíjí se z ní metamyelocyt a posléze granulocyt (patří tedy k tzv. bílé krevní řadě). Jde o mladou buňku velkou asi 20 mikrometrů v průměru s oválným jádrem s hrubší strukturu chromatinu. Cytoplazma myelocytu je slabě eosinofilní a obsahuje specifická granula.

## Galerie

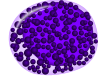
Bazofilní myelocyt
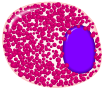
Eosinofilní myelocyt
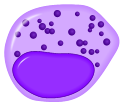
Neutrofilní myelocyt